# Camp militaire Ceta
Le Camp militaire CETA est une installation des Forces armées de la république démocratique du Congo (FARDC) située dans la commune de la nsele à Kinshasa. Ce camp joue un rôle central dans la formation et le logement des recrues militaires.

## Histoire
Le camp CETA a été créé pendant la période coloniale belge et servait initialement de base pour les forces coloniales. Après l'indépendance de la république démocratique du Congo en 1960, il a été intégré dans l'infrastructure militaire nationale. Avec le temps, il est devenu un site clé pour la formation des nouvelles recrues, ainsi qu'un lieu de transit pour les troupes en attente d'affectation,.

## Formations spécialisées
Le camp CETA offre divers programmes de formation militaire, incluant des spécialisations dans la logistique, le génie militaire et la sécurité. Ces formations visent à préparer les soldats aux défis contemporains liés à la défense nationale et à la lutte contre les menaces transnationales. En outre, des formations spécifiques, comme celles sur la santé reproductive et les droits des femmes, ont récemment été mises en place pour soutenir les militaires féminines et promouvoir leur bien-être.

## Défis fonciers
Le camp CETA doit relever des défis fonciers croissants, notamment en raison de la pression immobilière dans la ville de Kinshasa. Des zones proches du camp sont fréquemment l'objet de litiges entre l'armée et des particuliers ou entreprises privées, ce qui a conduit à des tensions autour de la sécurisation des terrains militaires. Ces litiges mettent en lumière la nécessité de renforcer la gestion foncière et la protection des infrastructures militaires stratégiques dans la région.

## Défis sociaux
En août 2023, des préoccupations ont été soulevées concernant les conditions de vie des recrues en transit au camp CETA. Ces recrues, en attente d'affectation pendant plusieurs semaines, manquaient de produits de première nécessité, soulevant des questions sur leur sécurité et leur bien-être au sein du camp,.

## Initiatives positives
Malgré ces défis, des efforts notables ont été entrepris pour améliorer les conditions au sein du camp. Par exemple, des formations sur l’avortement sécurisé et la santé reproductive ont été dispensées aux femmes militaires, renforçant ainsi leur autonomie et leur santé.